# フブリ・ダールワール
フブリ・ダールワール（英: Hubli-Dharwad, カンナダ語: ಹುಬ್ಬಳ್ಳಿ ಧಾರವಾಡ /hubːaɭːi dʱaːrəʋaːɖa/ フッバッリ・ダーラヴァーダ）は、インドのカルナータカ州の都市であり、自治都市である。木綿と落花生が周辺地域で豊富に生産されている。ダールワールは両方の作物の主要な交易地である。